# Ahmad Zahir
Ahmad Zahir (احمد ظاهر, nacido el 14 de junio de 1946 y muerto el 14 de junio de 1979), fue un cantante y compositor persa de Afganistán. Sigue siendo una celebridad después de más de un cuarto de siglo de su muerte, de hecho, es considerado un icono dentro de la música de Afganistán.

## Primeros años
Ahmad Zahir nació el 14 de junio de 1946 en Kabul de padres pastunes.
Ahmad Zahir nació el 14 de junio de 1946 (24 de Jauza, 1325 del calendario Jalali) en Kabul, Afganistán. Su padre, Abdul Zahir , era un médico de la corte real que se desempeñó como ministro de salud y primer ministro de Afganistán entre 1971 y 1972. fue un presidente del parlamento y una figura influyente en la era del rey Zahir Shah que ayudó a redactar la Constitución de Afganistán de 1964. Zahir tenía una hermana mayor, Zahira Zahir, quien más tarde sería conocida como la peluquera del presidente estadounidense Ronald Reagan y otros

## Discografía

### Álbumes de música persa
- Vol. 1 - Dilak am (1967)
- Vol. 2 - Bahar (1967)
- Vol. 3 - Shab ha ye zulmane (1968)
- Vol. 4 - Mother (1969)
- Vol. 5 - Awara (1969)
- Vol. 6 - Ghulam-e Qamar (1970)
- Vol. 7 - Sultan Qalbaam (1970)
- Vol. 8 - Az Ghamat Hy Nazaneen (1971)
- Vol. 9 - Gulbadaan (1971)
- Vol. 10 - Yaare Bewafa (1971)
- Vol. 11 - Lylee (1971)
- Vol. 12 - Ahmad Zahir and Jila (1972)
- Vol. 13 - Ahange Zindagee (1972)
- Vol. 14 - Shab-e Hijraan (1973)